# Montauban Challenger 1993
Il Montauban Challenger 1993 è stato un torneo di tennis facente parte della categoria ATP Challenger Series nell'ambito dell'ATP Challenger Series 1993. Il torneo si è giocato a Montauban in Francia dal 19 al 25 luglio 1993 su campi in terra rossa.

## Vincitori

### Singolare
Christian Ruud ha battuto in finale  Younes El Aynaoui con il punteggio di 6–7, 6–4, 7–6

### Doppio
Saša Hiršzon /  Christian Ruud hanno battuto in finale  Massimo Cierro /  Ugo Colombini con il punteggio di 6–1, 6–2